# Al-Ma'un
Al-Ma'un  (arabe : سُورَةُ ٱلْمَاعُونِ, français : L’Ustensile) est le nom traditionnellement donné à la 107e sourate du Coran, le livre sacré de l'islam. Elle comporte 7 versets. Rédigée en arabe comme l'ensemble de l'œuvre religieuse, elle fut proclamée, selon la tradition musulmane, durant la période mecquoise.

## Origine du nom
Al-Ma'un, mot figurant dans le dernier verset de cette sourate et pouvant signifier littéralement L’Ustensile désigne, dans son sens le plus large, tout acte de bonté, de charité ou d'assistance.

## Historique
Il n'existe à ce jour pas de sources ou documents historiques permettant de s'assurer de l'ordre chronologique des sourates du Coran. Néanmoins selon une chronologie musulmane attribuée à Ǧaʿfar al-Ṣādiq (VIIIe siècle) et largement diffusée en 1924 sous l’autorité d’al-Azhar,, cette sourate occupe la 17e place. Elle aurait été proclamée pendant la période mecquoise, c'est-à-dire schématiquement durant la première partie de l'histoire de Mahomet avant de quitter La Mecque. Contestée dès le XIXe par des recherches universitaires, cette chronologie a été revue par Nöldeke,, pour qui cette sourate est la 3e.
Les sourates de la fin du Coran sont généralement considérées comme appartenant aux plus anciennes. Elles se caractérisent par des particularités propres. Elles sont brèves, semblent issues de proclamations oraculaires (ce qui ne signifie pas, pour autant, qu’elles en sont des enregistrements), elles contiennent de nombreux hapax...
Pour Nöldeke et Schwally, la quasi-totalité des sourates 69 à 114 sont de la première période mecquoise. Neuwirth les classe en quatre groupes supposés être chronologiques. Bien que reconnaissant leur ancienneté, certains auteurs refusent de les qualifier de « mecquoise », car cela présuppose un contexte et une version de la genèse du corpus coranique qui n’est pas tranchée. Cette approche est spéculative.
En effet, ces textes ne sont pas une simple transcription sténographique de proclamation mais sont des textes écrits, souvent opaques, possédant des strates de composition et des réécritures Cela n’empêche pas ces sourates de fournir des éléments contextuels (comme l’attente d’une Fin des Temps imminente chez les partisans de Mahomet). Ces textes sont marqués par une forme de piété tributaire du christianisme oriental. 
Pour les exégètes musulmans, cette sourate, ou sa seconde partie, serait médinoise. Schwally et Nöldeke la considère comme datant de la première période mecquoise. Bell considère qu’elle n’est pas si ancienne mais ne la catégorise pas comme médinoise. Pour Blachère, elle est composite, la première partie étant mecquoise, la seconde étant médinoise.

## Interprétations

### Versets 1-3: question rhétorique et dénonciation
Cette section commence par une question rhétorique, forme fréquente dans le Coran. Les exégètes suivis par les islamologues considèrent que le « tu » désigne Mahomet. Cela n’est pas explicite dans le texte.
Le verset 2 montre une thématique chrétienne, elle-même héritée du judaïsme. En effet, selon la perspective eschatologique du Coran, prendre soin des orphelins est un acte méritoire. Il en est de même le verset 3 qui évoque le fait de nourrir les pauvres. Ces versets sont proches de la notion chrétienne de charité. Cet énoncé de thèmes bibliques possède une proximité avec des homélies syriaques d’Éphrem.
Le passage biblique qui se rapproche le plus du texte coranique se trouve dans le Livre d’Isaïe.

Texte de la sourate (Coran datant de 1874)
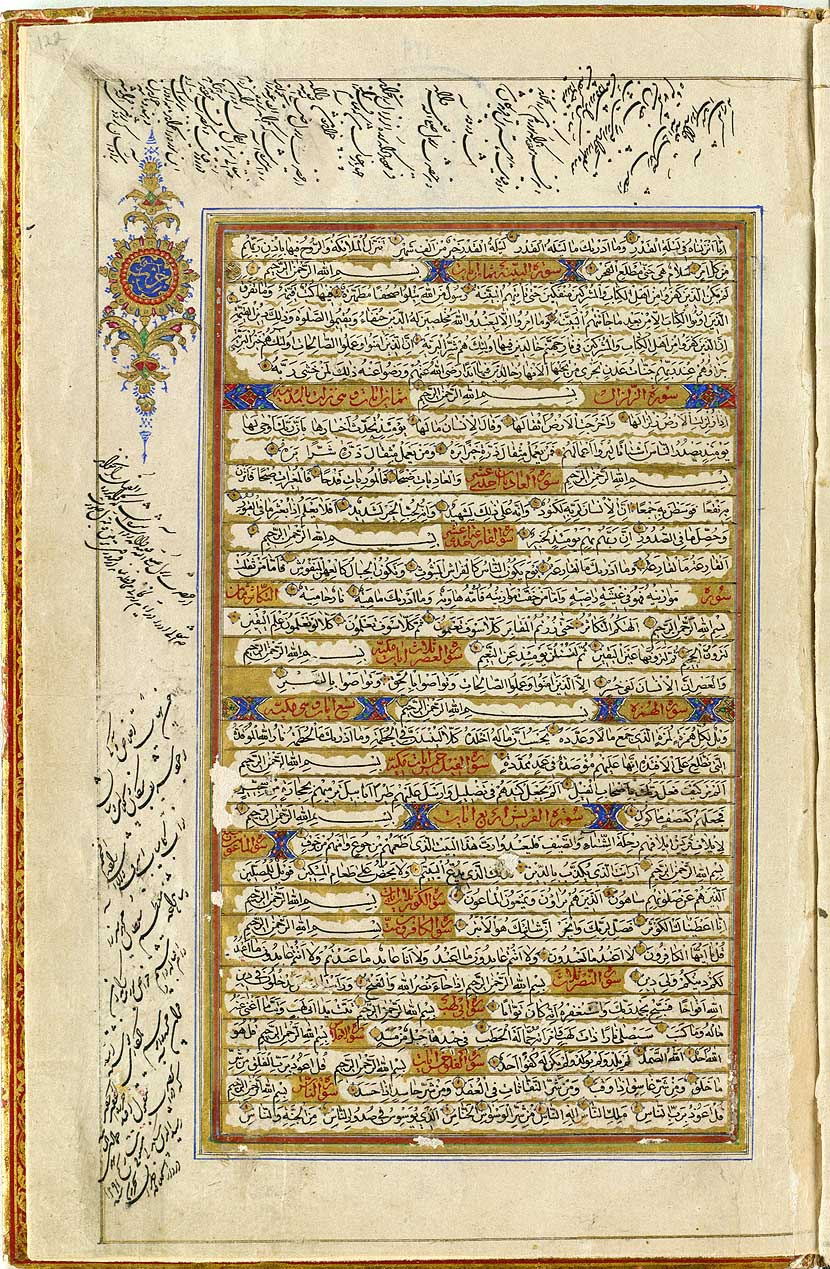